# سودبري هيل (محطة مترو أنفاق لندن)
سودبري هيل (بالإنجليزية: Sudbury Hill)‏ هي إحدى محطات مترو أنفاق لندن. تقع على خط بيكاديلي أفتتحت في المنطقة (Zone) رقم 4 أفتتحت في 28 يونيو 1903.

## معرض صور

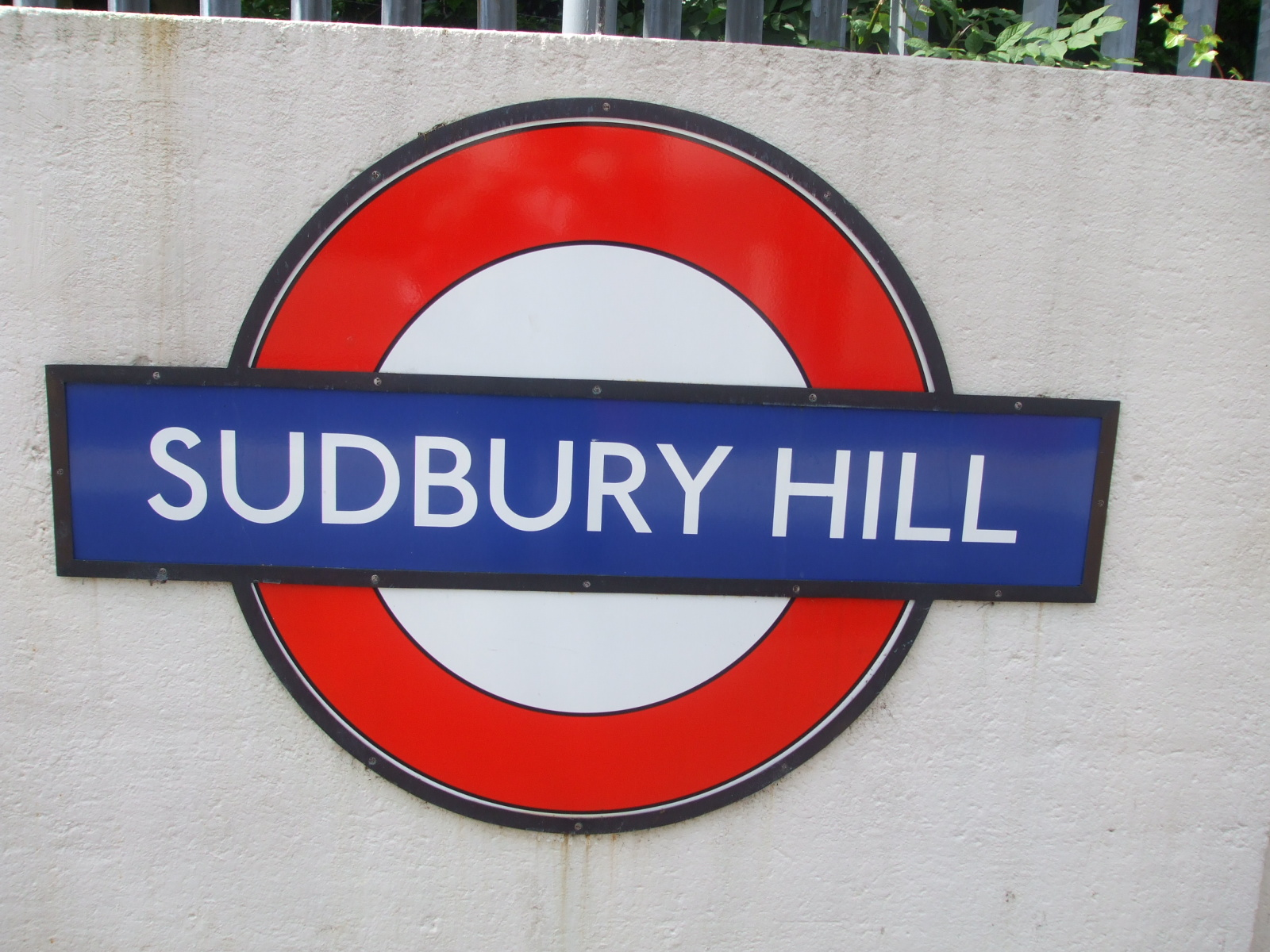
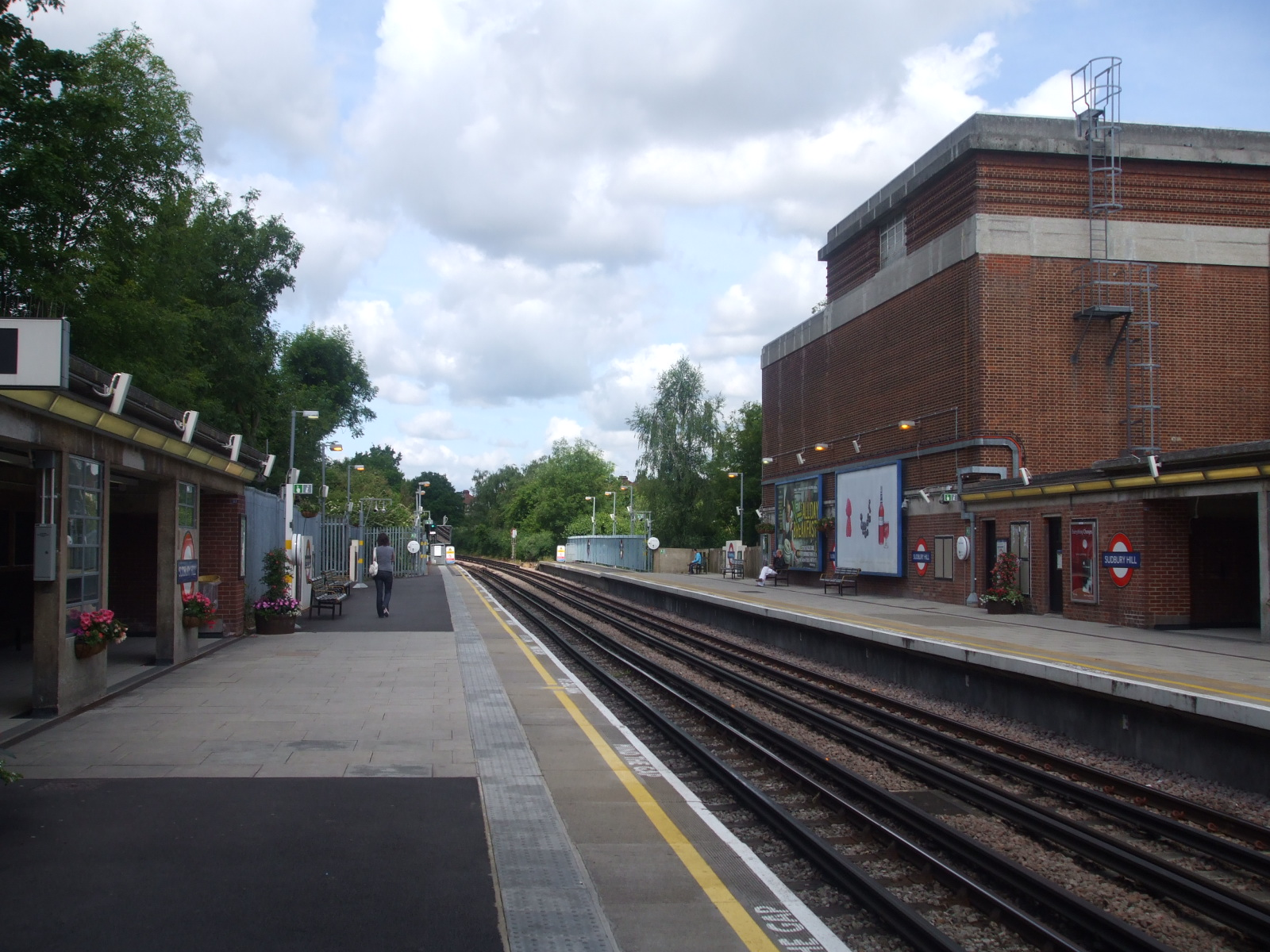
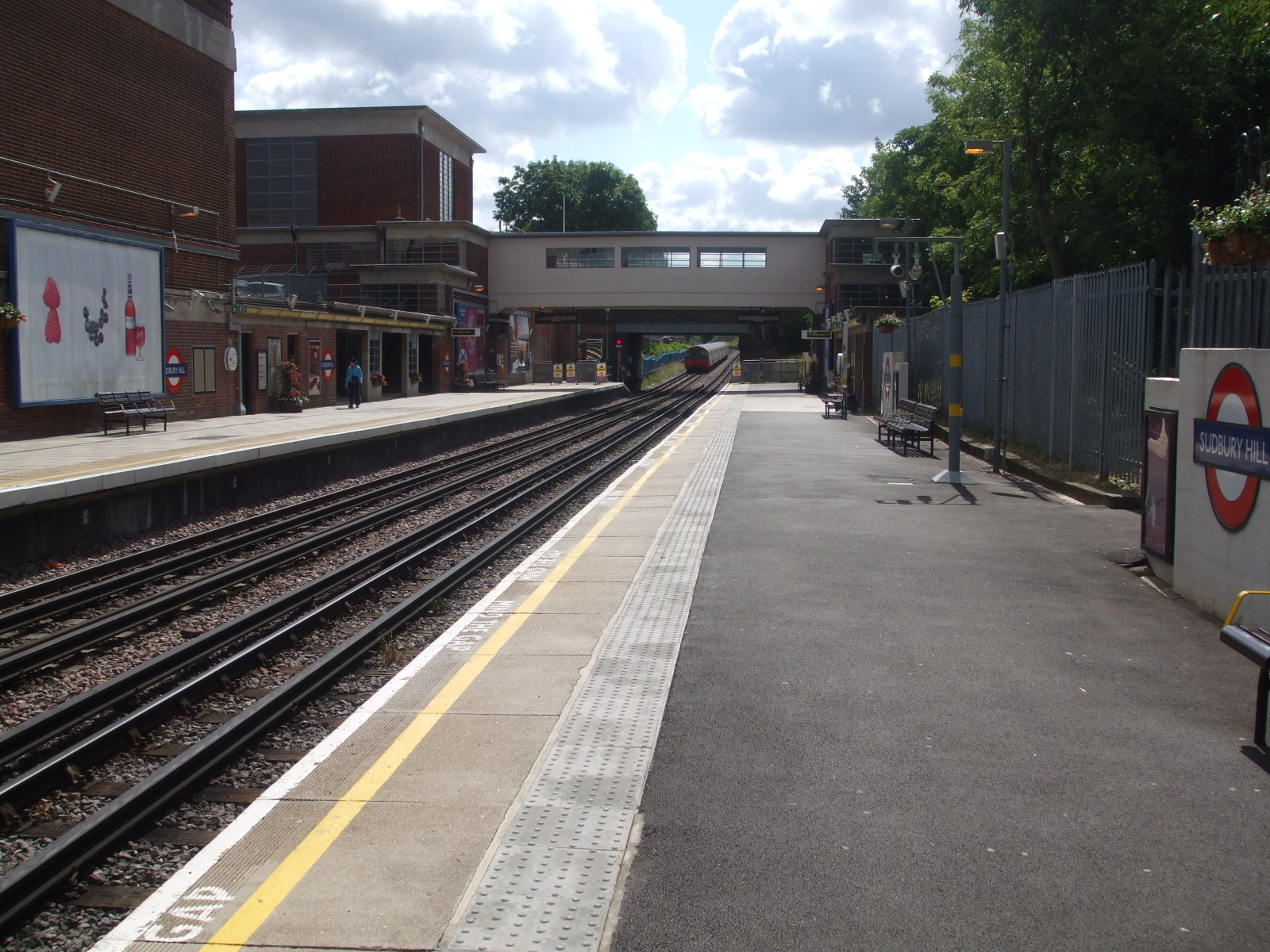